# Varicorhinus jubae
Varicorhinus jubae är en fiskart som beskrevs av Banister, 1984. Varicorhinus jubae ingår i släktet Varicorhinus och familjen karpfiskar. IUCN kategoriserar arten globalt som otillräckligt studerad. Inga underarter finns listade i Catalogue of Life.